# Tussam
Tussam, acronyme de Transportes Urbanos de Sevilla, Sociedad Anónima Municipal (Transports urbains de Séville, société anonyme municipale) est l'entreprise chargée de gérer les transports publics de la ville de Séville (Andalousie, Espagne).

## Historique
L'entreprise a été fondée le 1er novembre 1975 lors du changement de statut juridique du Servicio Municipal de Transportes Urbanos (Service municipal de transports urbains). L'entreprise transporte 90 millions de voyageurs chaque année.

## Flotte des bus
La flotte de Tussam est de 404 bus, auxquels s'ajoutent 5 trams.

### Carburant des bus
- 49 % fonctionnent au diesel
- 34 % fonctionnent au gaz naturel
- 16 % fonctionnent au biodiesel
- 1 % fonctionnent à l'électricité

### Dimension des bus
- 74 % de bus de 12 m
- 22 % de bus articulés de 18 m
- 2 % de midibus de 8 m
- 1 % de microbus électriques
- 1 % de microbus de 7 m

## Réseau
Tussam dispose d'un réseau de 44 lignes d'autobus, de 9 lignes nocturnes et d'une ligne de tram appelée MetroCentro.

### Lignes circulaires
| Ligne | Nom                     | Parcours                                                           |
| ----- | ----------------------- | ------------------------------------------------------------------ |
| C1    | Circular Exterior       | Prado de San Sebastián - Triana - Cartuja - Barqueta - Santa Justa |
| C2    | Circular Exterior       | Prado de San Sebastián - Santa Justa - Barqueta - Cartuja - Triana |
| C3    | Circular Interior       | Prado de San Sebastián - Plaza de Armas - Barqueta                 |
| C4    | Circular Interior       | Prado de San Sebastián - Barqueta - Plaza de Armas                 |
| C5    | Circular Centro         | Plaza de la Encarnación - Plaza de San Francisco                   |
| C6    | Circular Macarena Norte | San Jerónimo - Valdezorras                                         |

### Lignes transversales
| Ligne | Parcours                                                       |
| ----- | -------------------------------------------------------------- |
| 1     | Polígono Norte - Prado San Sebastián - Stade Benito-Villamarín |
| 2     | Barqueta - Polígono de San Pablo - Heliópolis                  |
| 5     | Puerta Triana - Prado San Sebastián - Santa Aurelia            |
| 6     | San Lázaro - Triana - Los Remedios - Ciudad Sanitaria          |

### Radiales Nord
| Ligne | Parcours                                     |
| ----- | -------------------------------------------- |
| 10    | San Jerónimo - Plaza Ponce de León           |
| 11    | Barriada Los Príncipes - Plaza Ponce de León |
| 12    | Pino Montano - Plaza Ponce de León           |
| 13    | Pino Montano - Plaza del Duque               |
| 14    | Polígono Norte - Plaza del Duque             |
| 15    | San Diego - Plaza Jerónimo de Córdoba        |
| 16    | Valdezorras - Plaza Jerónimo de Córdoba      |

### Radiales Est

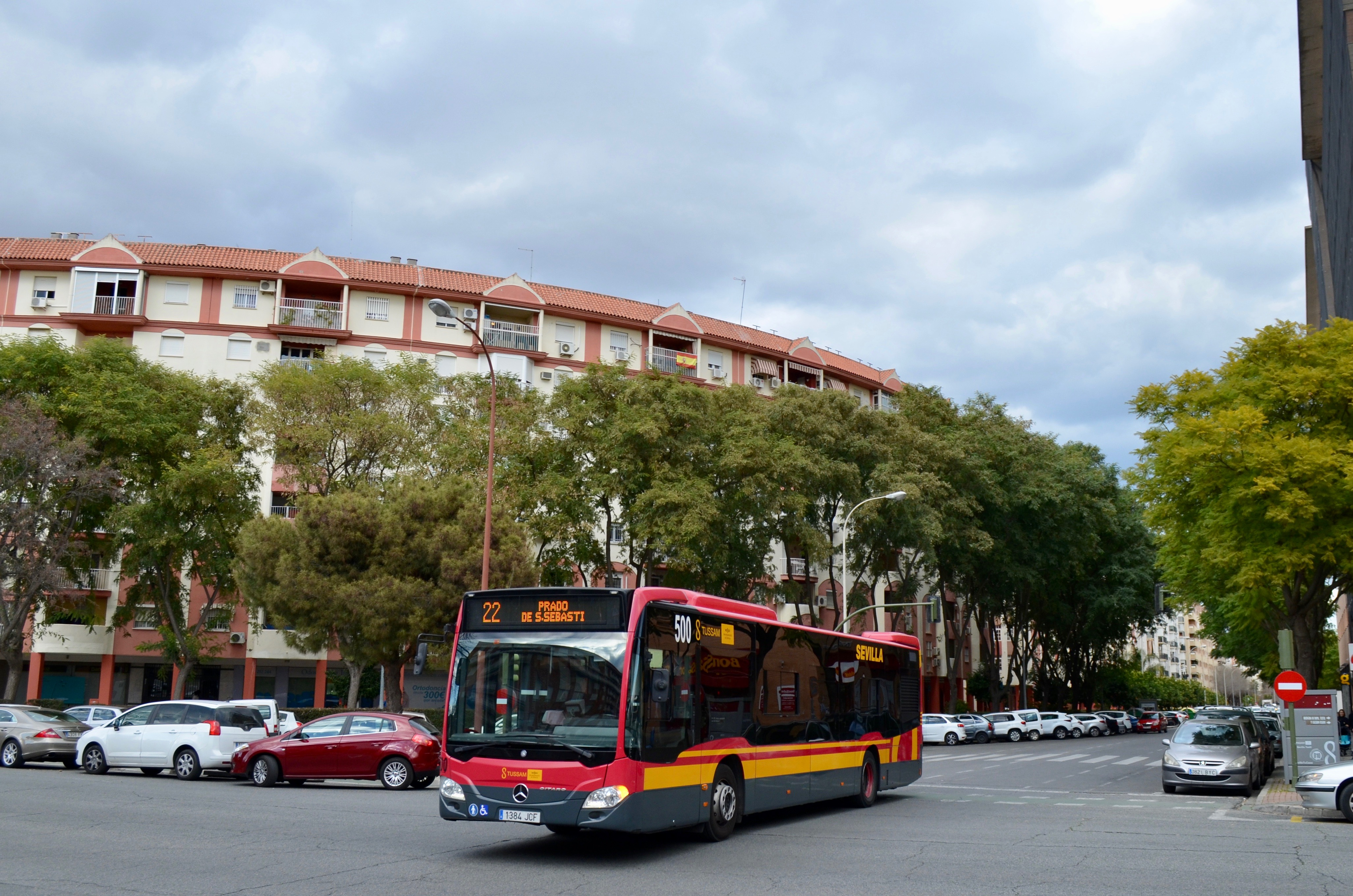
Ligne 22
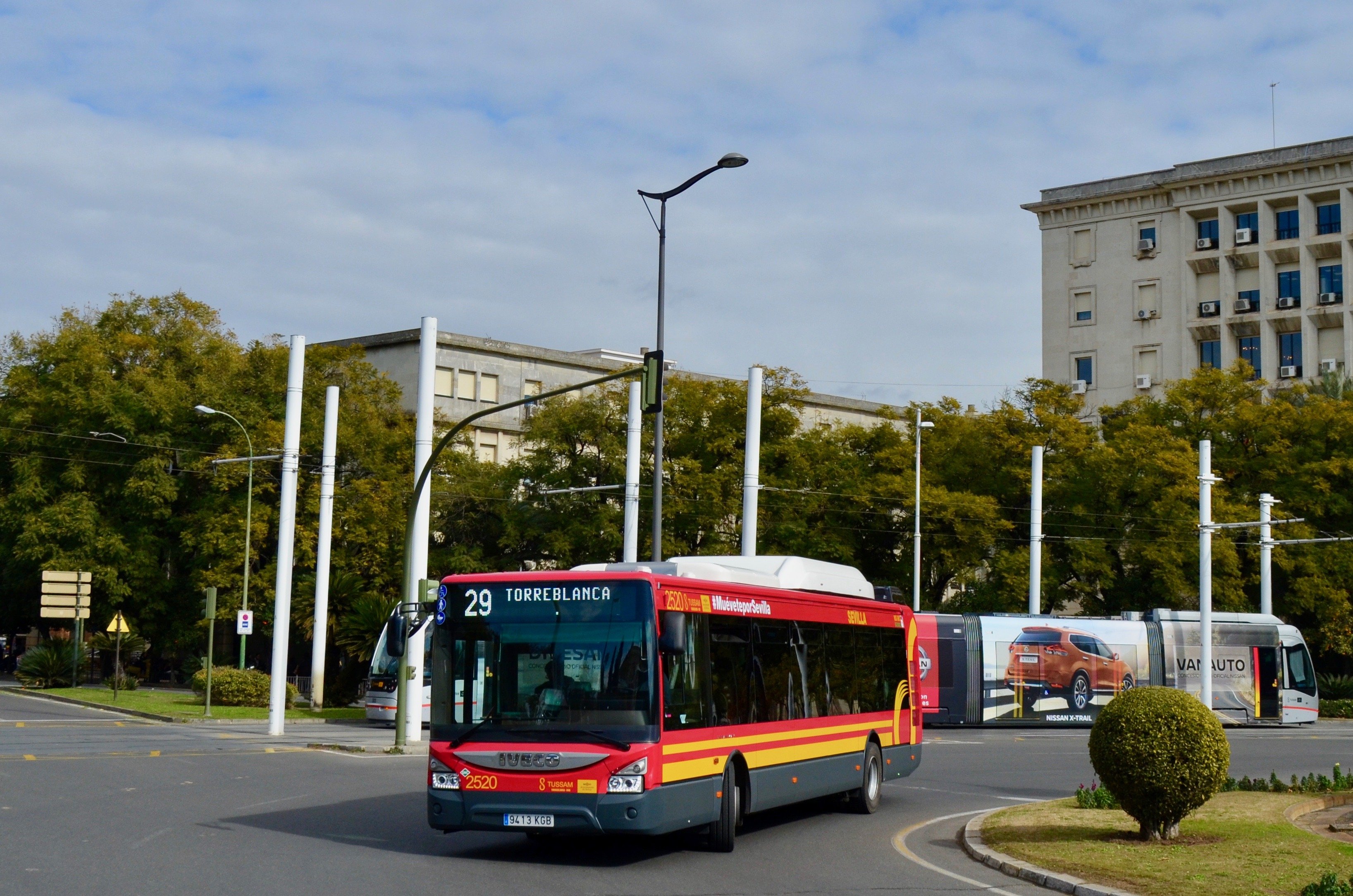
Ligne 29

| Ligne | Parcours                                           |
| ----- | -------------------------------------------------- |
| 20    | Polígono de San Pablo - Plaza Jerónimo de Córdoba  |
| 21    | Polígono de San Pablo - Prado San Sebastián        |
| 22    | Sevilla Este - Prado San Sebastián                 |
| 24    | Doctora Oeste - Rochelambert - Plaza Ponce de León |
| 25    | Rochelambert - Prado San Sebastián                 |
| 26    | Cerro del Águila - Prado San Sebastián             |
| 27    | Sevilla Este - Plaza del Duque                     |
| 28    | Parque Alcosa - Prado San Sebastián                |
| 29    | Torreblanca - Prado San Sebastián                  |

- Ligne 22
- Ligne 29

### Radiales Sud
| Ligne | Parcours                                          |
| ----- | ------------------------------------------------- |
| 30    | Barriada La Paz - Prado San Sebastián             |
| 31    | Polígono Sur - Prado San Sebastián                |
| 32    | Polígono Sur - Plaza del Duque                    |
| 34    | Los Bermejales - Prado San Sebastián              |
| 37    | Bellavista - Prado San Sebastián                  |
| 38    | Université Pablo de Olavide - Prado San Sebastián |
| 39    | Hacienda San Antonio - Los Arcos                  |

### Radiales Ouest
| Ligne | Parcours                          |
| ----- | --------------------------------- |
| 40    | El Tardón - Plaza de la Magdalena |
| 41    | Tablada - Plaza de la Magdalena   |
| 43    | Triana - Plaza de la Magdalena    |

### Lignes périphériques
| Ligne | Parcours               |
| ----- | ---------------------- |
| 52    | Palmete - San Bernardo |

### Lignes spéciales
| Ligne | Parcours                                  |
| ----- | ----------------------------------------- |
| E0    | Prado de San Sebastián - Real de la Feria |
| EA    | Aéroport - Santa Justa - Plaza de Armas   |

La ligne E0 est opérationnelle uniquement pendant la durée de la Feria de Abril.

### Lignes de quartier
| Ligne | Parcours                                                         |
| ----- | ---------------------------------------------------------------- |
| B3    | Santa Clara - Gran Plaza                                         |
| B4    | Torreblanca - Parque Alcosa - Gran Plaza                         |
| B5    | Parque Empresarial Torneo - San Jerónimo - Plaza de la Magdalena |

### Tram
| Ligne | Parcours                   |
| ----- | -------------------------- |
| T1    | San Bernardo - Plaza Nueva |

### Bus nocturnes
| Ligne | Parcours                                                     |
| ----- | ------------------------------------------------------------ |
| A1    | Prado San Sebastián - Pino Montano - Polígono Norte          |
| A2    | Prado San Sebastián - Triana - San Jerónimo                  |
| A3    | Prado San Sebastián - Polígono de San Pablo - Sevilla Este   |
| A4    | Prado San Sebastián - Santa Aurelia - Palmete - Rochelambert |
| A5    | Prado San Sebastián - Cerro del Águila - Polígono Sur        |
| A6    | Prado San Sebastián - Los Bermejales - Bellavista            |
| N16   | Valdezorras - Plaza Jerónimo de Córdoba                      |
| N28   | Parque Alcosa - Prado San Sebastián                          |
| N29   | Torreblanca - Prado San Sebastián                            |